# Xyris intersita
Xyris intersita är en gräsväxtart som beskrevs av Gustaf Oskar Andersson Malme. Xyris intersita ingår i släktet Xyris och familjen Xyridaceae. IUCN kategoriserar arten globalt som livskraftig. Inga underarter finns listade i Catalogue of Life.